# Epirrhoe djakonovana
Epirrhoe djakonovana là một loài bướm đêm trong họ Geometridae.